# لوكهيد نموذج 9 أوريون
لوكهيد نموذج 9 أوريون (بالإنجليزية: Lockheed Model 9 Orion)‏ هي طائرة خطوط جوية أنتجت في الولايات المتحدة. من صناعة شركة لوكهيد. كان أول طيران لها في 1931. دخلت الخدمة في 1931، صنع منها 35 طائرة، وسعر الطائرة الواحدة منها هو 25,000 دولار.